# Masaaki Kanno
Masaaki Kanno (Prefettura di Kanagawa, 15 agosto 1960) è un allenatore di calcio ed ex calciatore giapponese, di ruolo centrocampista.

## Carriera

### Calciatore
Da calciatore giocò come centrocampista con le maglie di Furukawa Electric, JEF United e Kyoto Sanga.

### Allenatore
Nel 2001, dopo una breve esperienza da vice allenatore, il Mito HollyHock gli affida l'incarico di guida tecnica della prima squadra. Dopo una parentesi all'Omiya Ardija, nel 2006 si lega allo Shonan Bellmare, che guiderà per tre anni. 
Nel 2009, inizia l'esperienza nel calcio femminile, allenando dapprima il TEPCO Mareeze, poi il Fujizakura Yamanashi ed il Nojima Stella Kanagawa, con cui ottiene una doppia promozione e raggiunge la finale della Coppa dell'Imperatore nel 2017.